# Macaco ursí
El macaco ursí (Macaca arctoides) és un primat de la família dels cercopitècids.
El nom de l'espècie deriva de l'aspecte rabassut i la cua curta, que recorden un os. Els mascles fan 56-65 cm de llargada i les femelles 49-59 cm. Pesen 10 i 7,5-9 kg, respectivament. La cua fa 7 cm de llargada o menys.